# Moderación judicial
La Moderación judicial o restricción judicial es una teoría de interpretación judicial que alienta a los jueces a limitar el ejercicio de su propio poder. Afirma que los jueces deben dudar en anular las leyes a menos que sean obviamente inconstitucionales, aunque lo que se considera obviamente inconstitucional es en sí mismo un tema de debate.
La moderación judicial a veces se considera lo contrario del activismo judicial. Al decidir sobre cuestiones de derecho constitucional, los juristas de la restricción judicial hacen todo lo posible para refrendar la normatividad. Los jueces de la moderación judicial respetan el stare decisis, que es el principio de mantener un precedente establecido transmitido por jueces anteriores. Esta doctrina establece cómo los tribunales nacionales se abstendrán de emitir un juicio sobre los actos de un soberano extranjero realizado en su propio territorio.

## Voces principales en la moderación judicial
El exjuez asociado de la Corte Suprema de Estados Unidos; Oliver Wendell Holmes Jr., considerado uno de los primeros grandes defensores de la filosofía, describiría la importancia de la moderación judicial en muchos de sus libros. Un destacado académico describió al juez asociado estadounidense Felix Frankfurter, un demócrata designado por Franklin Roosevelt, como el "modelo de moderación judicial".
Cuando el conservador de la Corte Suprema estadounidense, William Rehnquist revocó algunos de los precedentes de la más liberal Corte Warren, la revista Time dijo que no estaba siguiendo la teoría de la moderación judicial. Sin embargo, Rehnquist también fue reconocido como un defensor más conservador de la filosofía.

## Doctrina del minimalismo
Los minimalistas judiciales argumentan que los jueces deberían poner un gran énfasis en la adhesión al stare decisis y al precedente. Los minimalistas argumentan que los jueces deberían hacer solo cambios menores e incrementales al derecho constitucional para mantener esa estabilidad. Piden a los jueces que hagan esto mediante la creación de pequeñas resoluciones específicas para cada caso en lugar de decisiones radicales y amplias.

## Doctrina de la pregunta política
La doctrina de la pregunta política alienta a los tribunales a negarse a gobernar en ciertas categorías de casos políticamente controvertidos. Según esta teoría, un tribunal reconoce que la Constitución podría haber sido violada, pero se niega a actuar. A menudo se describe como un tipo de restricción judicial, aunque puede considerarse una forma de activismo judicial contra los demandantes cuyos derechos han sido violados y sus casos son desestimados. 